# Mason County (Michigan)
Mason County ist ein County im Bundesstaat Michigan der Vereinigten Staaten. Der Verwaltungssitz (County Seat) ist Ludington. Das U.S. Census Bureau hat bei der Volkszählung 2020 eine Einwohnerzahl von 29.052 ermittelt.

## Geographie
Das County liegt im Westen der Unteren Halbinsel von Michigan, grenzt an den Michigansee, einem der fünf großen Seen, und hat eine Fläche von 3216 Quadratkilometern, wovon 1934 Quadratkilometer Wasserfläche sind. Es grenzt im Uhrzeigersinn an folgende Countys: Manistee County, Lake County und Oceana County.

## Geschichte
Mason County wurde 1840 aus Teilen des Mackinac County gebildet. Bis 1843 hieß es Notipekago County. Benannt wurde es nach Stevens T. Mason, einem Gouverneur von Michigan.
Ein Ort im Macomb County hat den Status einer National Historic Landmark, die Fähre Badger. Acht Bauwerke und Stätten des Countys sind insgesamt im National Register of Historic Places eingetragen (Stand 26. Januar 2018).

## Demografische Daten

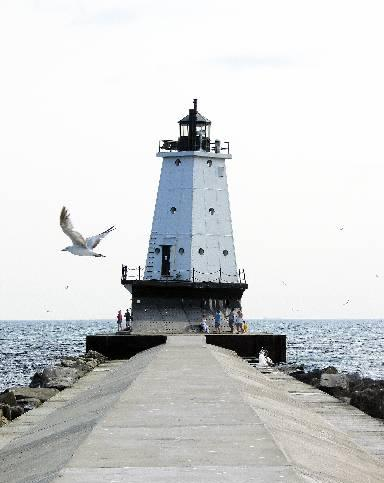
Ludington Lighthouse, gelistet im NRHP

Nach der Volkszählung im Jahr 2000 lebten im Mason County zum Stichtag 28.274 Menschen in 11.406 Haushalten und 7.881 Familien. Die Bevölkerungsdichte betrug 22 Einwohner pro Quadratkilometer. Ethnisch betrachtet setzte sich die Bevölkerung zusammen aus 95,84 Prozent Weißen, 0,73 Prozent Afroamerikanern, 0,78 Prozent amerikanischen Ureinwohnern, 0,28 Prozent Asiaten, 0,02 Prozent Bewohnern aus dem pazifischen Inselraum und 0,82 Prozent aus anderen ethnischen Gruppen; 1,53 Prozent stammten von zwei oder mehr Ethnien ab. 3,01 Prozent der Bevölkerung waren spanischer oder lateinamerikanischer Abstammung.
Von den 11.406 Haushalten hatten 29,7 Prozent Kinder unter 18 Jahren, die bei ihnen lebten. 56,4 Prozent waren verheiratete, zusammenlebende Paare, 9,2 Prozent waren allein erziehende Mütter und 30,9 Prozent waren keine Familien. 26,5 Prozent waren Singlehaushalte und in 11,7 Prozent lebten Menschen im Alter von 65 Jahren oder darüber. Die Durchschnittshaushaltsgröße betrug 2,43 und die durchschnittliche Familiengröße lag bei 2,92 Personen.
24,2 Prozent der Bevölkerung waren unter 18 Jahre alt. 7,1 Prozent zwischen 18 und 24 Jahre, 26,2 Prozent zwischen 25 und 44 Jahre, 25,8 Prozent zwischen 45 und 64 Jahre und 16,8 Prozent waren 65 Jahre oder älter. Das Durchschnittsalter betrug 40 Jahre. Auf 100 weibliche Personen kamen 97,5 männliche Personen. Auf 100 Frauen im Alter von 18 Jahren und darüber kamen statistisch 94,4 Männer.
Das jährliche Durchschnittseinkommen eines Haushalts betrug 34.704 USD, das Durchschnittseinkommen einer Familie 41.654 USD. Männer hatten ein Durchschnittseinkommen von 33.873 USD, Frauen 22.616 USD. Das Prokopfeinkommen betrug 17.713 USD. 8,2 Prozent der Familien und 11,0 Prozent der Bevölkerung lebten unterhalb der Armutsgrenze.

## Orte im County
- Buttersville
- Carr
- Custer
- Fern
- Fountain
- Free Soil
- Hamlin Lake
- Ludington
- Millerton
- North Epworth
- Piney Ridge
- Scottville
- Sugar Grove
- Tallman
- Walhalla
- Weimer
- Wiley

Townships
- Amber Township
- Branch Township
- Custer Township
- Eden Township
- Free Soil Township
- Grant Township
- Hamlin Township
- Logan Township
- Meade Township
- Pere Marquette Charter Township
- Riverton Township
- Shelby Township
- Sherman Township
- Summit Township
- Victory Township